# 东大公路
东大公路，原稱白玉蘭大道，是中華人民共和國上海市浦東新區的一條道路，該道路西連大葉公路，東至上海濱海森林公園，全長19.95公里。其一期工程為上海濱海森林公園至上海绕城高速公路，於2002年1月10日竣工，二期工程為上海繞城高速公路至大葉公路，於2006年9月底竣工。
2018年9月，因大芦线航线改造，东大公路泐马河桥拆除，东大公路自上海绕城高速公路以东的的11.532千米路段降级为县道。

## 主要交会道路（东向西）
- 茂海路
- 两港大道
- 老芦公路
- 祥凯路

大芦线航道，东西不连通
- 临港大道
- 上海绕城高速
- 川南奉公路
- 南团公路
- 大川公路
- 南芦公路
- 六奉公路/六团公路接大叶公路